# 十三幺
十三幺（國際麻將稱「十三孤兒」，日本麻將稱「國士無雙」）是一種麻將胡牌牌型，由六張幺九牌、七張字牌每種各一，再加上一張牌作為對子而成。
十三幺與七對子為麻將中唯二的無面子特殊牌型，亦為各種牌型中唯一可搶暗槓者。由於無任何面子，故其於所有地區中均必然為門前役，亦因此無法和任何其他天胡、地胡或人胡以外的牌型複合。在日本，其與四暗刻和大三元為最常見的三種役滿之一，很多牌手都曾胡過或目擊過此役。
正統臺灣麻將無此牌型；香港麻將中為封頂例牌（13番）、國標麻將中為88番、港式臺灣麻雀中為100番。日本麻將中為為役滿，在青天井規則中則固定視為30符（榮和：符底20符+門前加符10符=30符；自摸：符底20符+自摸2符=22 ≈ 30符）。

## 技術
- 配牌含有的幺九牌數量是能否成功胡出的最重要因素——越多的幺九牌自然意味著成功胡出的可能性越大。因此，在符合九種九牌流局的情況下也有很多牌手會選擇不流局而改打十三幺。但是，從一局開始就隨意的打出中張牌很容易就會被對手察覺意圖，會被對手重點警戒。
- 由於十三需要每一種幺九牌各一張，因而能否胡牌也在很大程度上取決於局中的摸牌運。當有某種幺九牌被全部打出或被人槓出，或者直到終盤卻仍然無法聽牌時，十三幺會很難轉換成常規牌型（較有可能轉換的牌型為七對子、混老頭等等，甚至是最簡單的字風、場風或三元牌），這也使得造十三幺的風險很大。
- 如果有對手聽牌，己方放棄十三幺選擇完全防守，放銃的可能性相對也會較小，這點倒也可以算是一個優點。
- 由於十三幺是唯一一種能胡絕章字牌的牌型，因此當有人打出正常情況下絕對安全的絕章字牌卻發現出銃時，往往會感到相當震驚。

### 類型

#### 單吊
胡
摸牌過程中摸回十一張獨立牌，再加兩張重複的牌作眼，此時牌型只缺一張，即聽該牌。

#### 十三張（十三面）
難度較高之形式。摸牌過程中摸齊十三張獨立牌，此時有任何一張幺九或字牌被打出或摸出即可胡牌，聽所有么九牌十三種。
與純正九蓮寶燈的九面聽牌一樣，多數規則會將聽十三張稱作十三龍門（意為鯉躍龍門）並算作雙倍役滿。於此類情況下，單吊時若自摸胡牌可以選擇打出雀頭改為聽十三張。即便丟出雀眼牌而進入振聽狀態，然而下一輪摸出幺九牌的概率也是相當高的13/34，在剩下幾輪裏自摸胡牌的機率依然不低。當然也還是存在沒法自摸幺九牌而又無法榮和對手的幺九牌，造成最後流局的風險。亦有於摸出雀頭時即強行打出丟棄、或於摸得後再放棄聽牌打出雀頭，以規避振聽並期再自行摸出十三張的冒險作法，但同樣存在風險。

### 搶暗槓
在所有麻將規則之中，暗槓是不能被搶槓的，但是十三幺為所有牌型中的唯一例外，擁有可以搶暗槓的特權（如雀魂麻將便採用此規則），但並非所有規則都如此（如天鳳），因此玩家在牌局開始前最好先商量好十三幺可否搶暗槓。

### 截胡
作為國士無雙的另一個特權，在採用三家和牌流局規則的情況下，國士無雙擁有無視三家和牌流局而獨和的特權。
上述特權存在的因素之一是國士無雙可以搶跳頭優先和牌，因此即使另外兩家因三家和不結算放銃點數，國士無雙的放銃點數依舊得結算並支付。

## 註解
1. ↑  英語：，因其十三面聽牌型即為十三張單張牌。
2. ↑  源於《史記·淮陰侯列傳》蕭何對韓信的評價：「諸將易得耳。至如信者，國士無雙。」表示韓信無人能及；以及同書第三十二章：「（信）坐法當斬，其輩十三人皆已斬，次至信，信乃仰視，適見滕公，曰：『上不欲就天下乎？何為斬壯士！』滕公奇其言，壯其貌，釋而不斬。」
3. ↑  由於港式臺灣麻將是16張，所以糊牌的時候是基本的十三幺組合另加三張是同刻或順子，但必須要自摸回來，不能碰或上。
4. ↑  亦有部分規則視為固定25符，例如雀魂
5. ↑  部分規則會規定只有無振聽的十三張才能被當作雙倍役滿